# Maurs
Maurs település Franciaországban, Cantal megyében. Lakosainak száma 2131 fő (2022. január 1.). Maurs Quézac, Saint-Étienne-de-Maurs, Le Trioulou, Bagnac-sur-Célé, Linac, Saint-Cirgues és Saint-Constant-Fournoulès községekkel határos.

## Népesség
A település népességének változása:
| Lakosok száma | 2535 | 2426 | 2350 | 2282 | 2165 | 2170 | 2144 | 2111 | 2107 | 2131 |
|               | 1968 | 1982 | 1990 | 2006 | 2013 | 2015 | 2017 | 2019 | 2020 | 2022 |